# Discestra loeffleri
Discestra loeffleri là một loài bướm đêm trong họ Noctuidae.